# C & A (ciclismo)
La C & A era una squadra maschile belga di ciclismo su strada, attiva nella sola stagione 1978.
Prosecuzione della Molteni e della Fiat France, e sponsorizzata dall'azienda di abbigliamento C&A, ebbe come direttori sportivi gli ex ciclisti Rudi Altig e Jozef Huysmans e in rosa atleti come Lucien Van Impe ed Eddy Merckx (all'ultimo anno di attività nel professionismo).

## Cronistoria

### Annuario
| Anno | Codice | Nome  | Cat.                  | Biciclette | Dirigenza                                 |
| ---- | ------ | ----- | --------------------- | ---------- | ----------------------------------------- |
| 1978 | -      | C & A | Eddy Merckx (De Rosa) | -          | Dir. sportivi: Rudi Altig, Jozef Huysmans |

## Palmarès

### Grandi Giri
- Giro d'Italia

Partecipazioni: 0
- Tour de France

Partecipazioni: 1 (1978)
Vittorie di tappa: 1
1978 (Walter Planckaert)
Vittorie finali: 0
Altre classifiche: 0
- Vuelta a España

Partecipazioni: 0

## Organico

### Rosa 1978
|  | Naz.               |  | Sportivo               | Anno |  |  |
|  | ------------------ |  | ---------------------- | ---- |  |  |
|  | Belgio (bandiera)  |  | Joseph Bruyère         | 1948 |  |  |
|  | Belgio (bandiera)  |  | Étienne De Beule       | 1953 |  |  |
|  | Belgio (bandiera)  |  | Jos Deschoenmaecker    | 1947 |  |  |
|  | Belgio (bandiera)  |  | René Dillen            | 1951 |  |  |
|  | Belgio (bandiera)  |  | Ward Janssens          | 1946 |  |  |
|  | Belgio (bandiera)  |  | Marcel Laurens         | 1952 |  |  |
|  | Belgio (bandiera)  |  | Ludo Loos              | 1955 |  |  |
|  | Belgio (bandiera)  |  | René Martens           | 1955 |  |  |
|  | Belgio (bandiera)  |  | Jacques Martin         | 1952 |  |  |
|  | Belgio (bandiera)  |  | Eddy Merckx            | 1945 |  |  |
|  | Francia (bandiera) |  | Robert Mintkiewicz     | 1947 |  |  |
|  | Belgio (bandiera)  |  | Walter Planckaert      | 1948 |  |  |
|  | Belgio (bandiera)  |  | Willy Planckaert       | 1944 |  |  |
|  | Belgio (bandiera)  |  | Eddy Schepers          | 1955 |  |  |
|  | Belgio (bandiera)  |  | Guido Van Calster      | 1956 |  |  |
|  | Belgio (bandiera)  |  | Étienne Van Der Helste | 1953 |  |  |
|  | Belgio (bandiera)  |  | Frank Van Impe         | 1955 |  |  |
|  | Belgio (bandiera)  |  | Lucien Van Impe        | 1946 |  |  |